# János Viktor

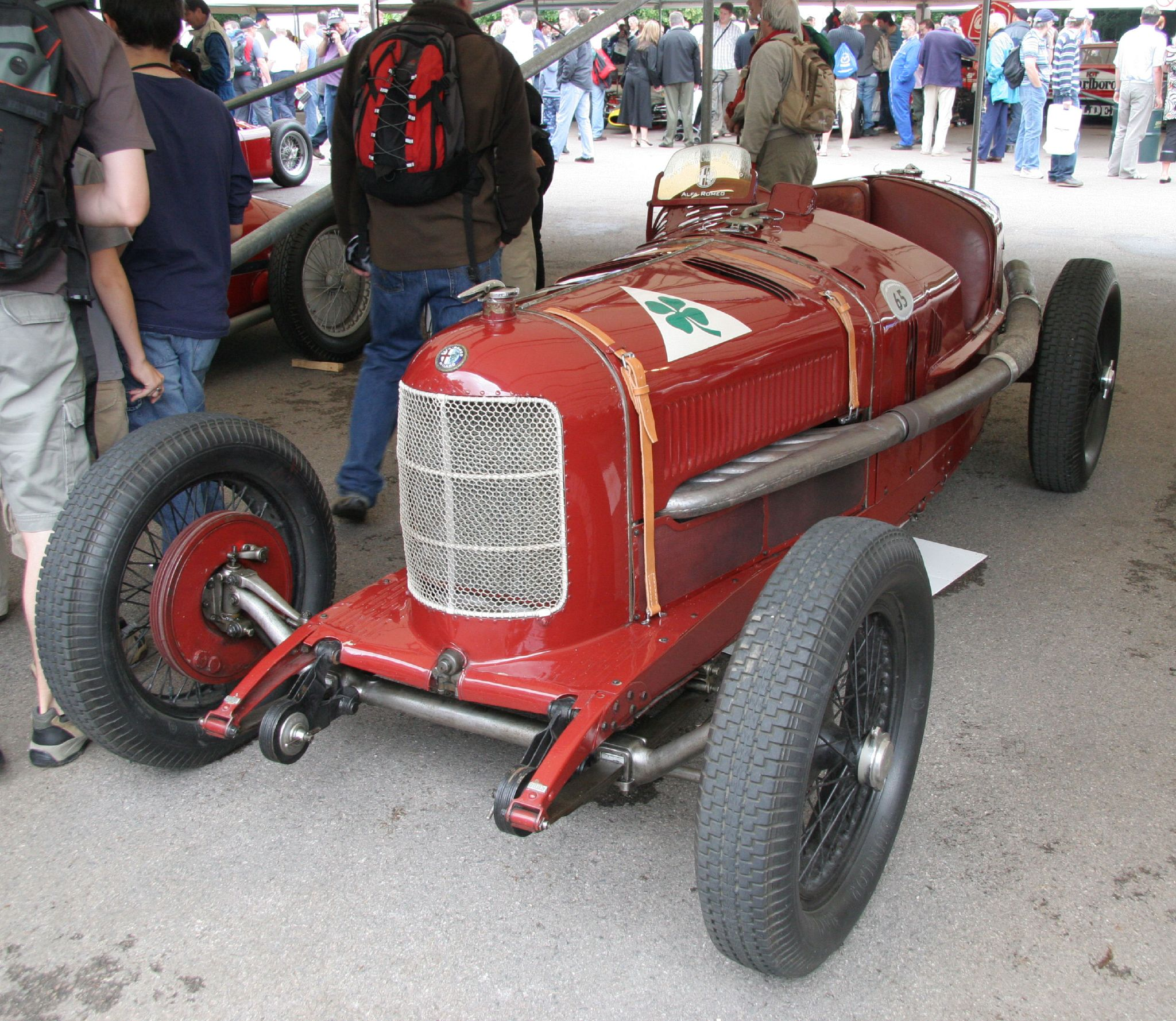
A János Viktor (Vittorio Jano) által tervezett Alfa Romeo Grand Prix P2

János Viktor (Olaszország, San Giorgio Canavese, 1891. április 22. - Torino, 1965. március 13.) Vittorio Jano néven Olaszországban az Alfa Romeo konstruktőre.

## Élete és munkássága
Magyarországról kivándorolt szülők gyermekeként 1891. április 22-én született San Giorgio Canavese-ben, Olaszországban. 18 éves korától szakmunkásként különböző autógyárakban dolgozott. 1921-ben már a FIAT tervező részlegének vezetője lett, részt vett a híres 2 literes versenyautó tervezésében. 

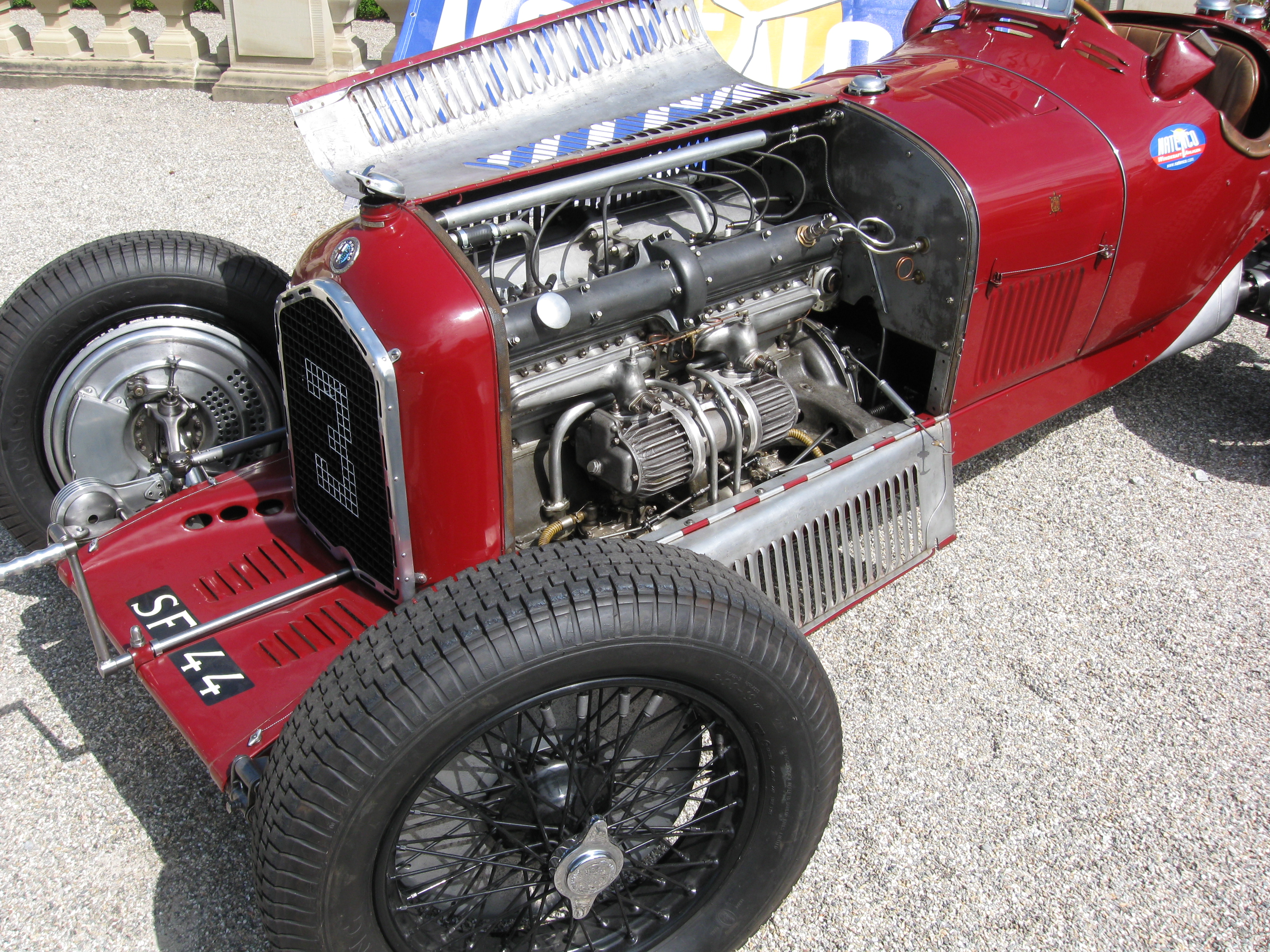
A János Viktor által tervezett P3 motorja

1923-ban az Alfa Romeóhoz váltott, ahol első terve a 8-hengeres soros motorral szerelt Grand Prix P2 volt, amellyel 1925-ben világbajnokságot és nagydíjat nyert. Ő tervezte az Alfa Romeo 6C 1500-at is a P2 alapján: a 44 lóerős, 1487 köbcentis, soros hathengeres motorral, 1928-ban bemutatta ennek 1500-as Sport változatát is, amely az első dupla vezérműtengelyes Alfa Romeo road autó volt.
Az Alfa road autóknál több kis és közepes változtatást is eszközölt: kifejlesztette a 4, 6, és 8 hengeres soros erőművek alapján a P2 egységet, amely az Alfa motorok klasszikus felépítését eredményezte; könnyű váz, félgömb alakú égéstér, központi elhelyezkedésű gyújtógyertyák, két sor felső szelep és két felülfekvő vezérműtengely. 1936-ban az ő tervei alapján készültek az Alfa Romeo 12C a V12-es motorok is, azonban ez a tipus nem volt sikeres, ezt tartják az okának, hogy 1937 végén János Viktor (Vittorio Jano) ott hagyta az Alfa Romeót.

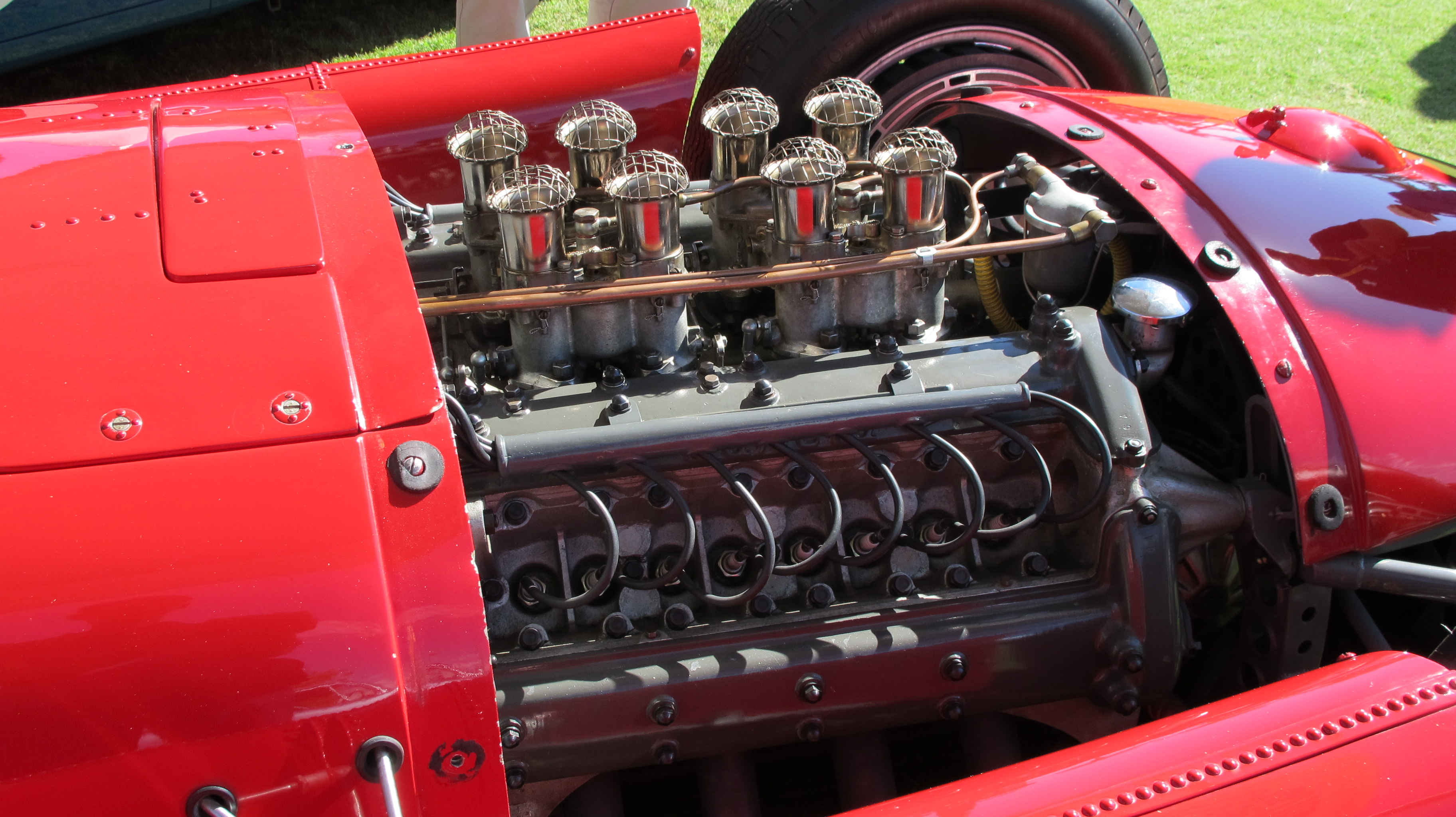
A János Viktor által kifejlesztett Lancia D 50 motorja

1937 végén a Lanciához szerződött, ahol részt vett a Lancia D50 kifejlesztésében. 1955-ben a Le Mans-i katasztrófa megingatta a Lanciát is. Vezetését a Ferrari vette át, János Viktor így a Ferrarinál folytatta sikeres tervezői pályafutását. Vittorio Jano hozzájárulása a Ferrari sikereihez ugyancsak jelentős volt. 

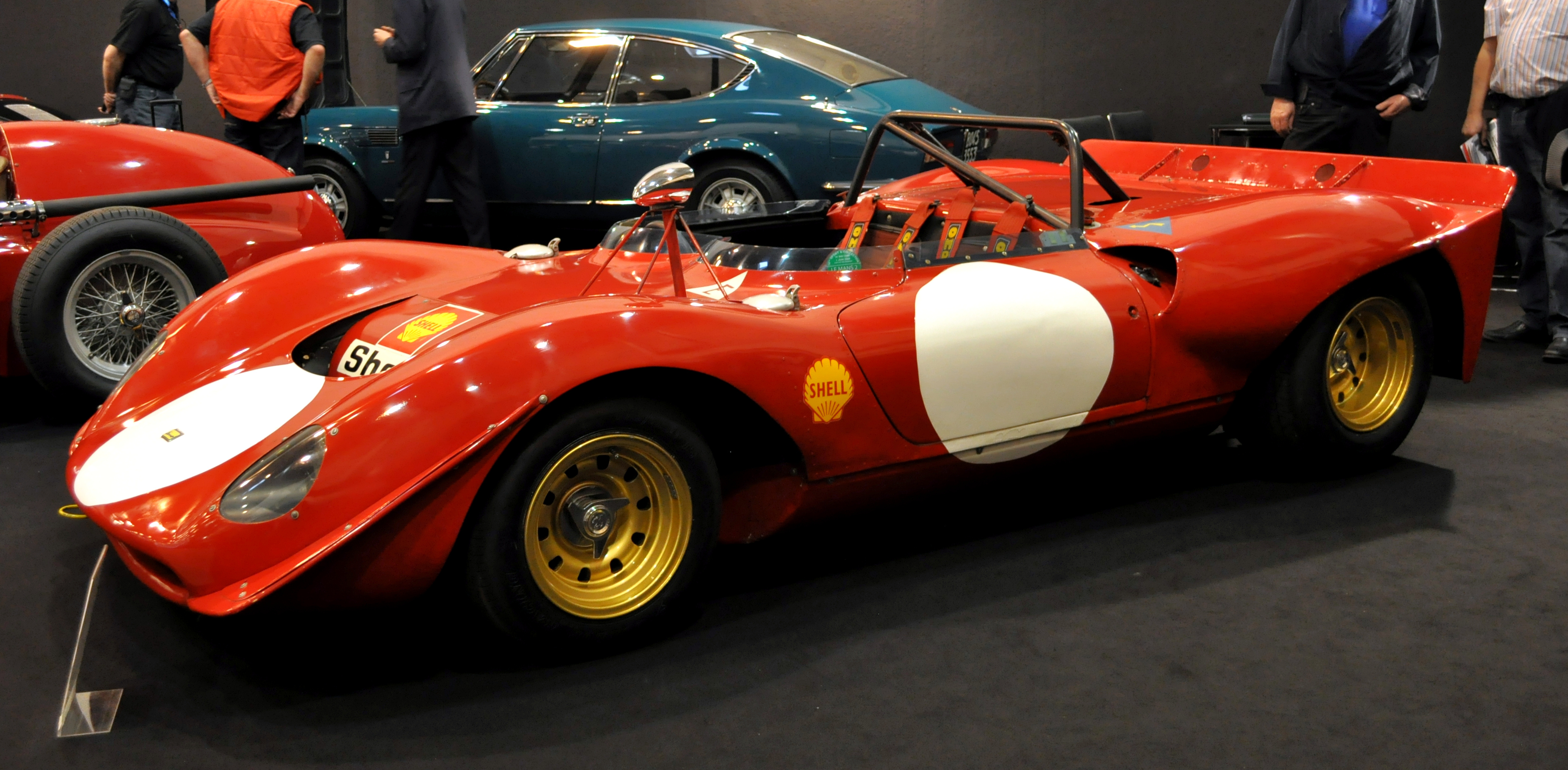
1966-os Ferrari Dino az Esseni Technoclassica 2011 kiállításon

Enzo Ferrari fia, Dino az eddigi motorok helyett a V6-os és V8-as motorokat helyezte előtérbe a versenysportban a régebbi Lampredi- és Colombo-motorok helyett. Dino halála után Jano is részt vett a Dino Ferrariról "Dino" V6-nak elnevezett autó fejlesztési munkálataiban. Később ez lett az alapja a cég első középmotoros road autójának, az 1966-os Dino 206-nak.
Vittorio Jano saját fia elvesztése után 1965-ben súlyosan megbetegedett, majd még abban az évben, 74 évesen, Torinóban öngyilkos lett.